# Balto II: Wolf Quest
Balto II: Wolf Quest é um filme de 2002, sequência fictícia do filme animado Balto da Universal Studios, 1995 . 

## Sinopse
Balto e sua companheira, Jenna têm uma família nova de seis filhotes. Cinco de seus filhotes parecem como sua mãe Husky siberiano; já a sexta, Aleu, se parece com seu pai, híbrido de cão e lobo. Quando todos completam 2 meses, são adotados por novas famílias, mas ninguém quer Aleu. Um ano mais tarde, depois que é quase morta por um caçador, Balto diz a Aleu a verdade sobre sua apârencia de lobo. Na raiva e na tristeza, ela se afasta, esperando encontrar seu lugar no mundo e Balto a segue. No final Aleu descobre que seu lugar é como uma líder em uma alcatéia de lobos.

## Vozes originais
- Maurice LaMarche como Balto
- Jodi Benson como Jenna
- Lacey Chabert como Aleu
- David Carradine como Nava
- Mark Hamill como Niju
- Charles Fleischer como Boris
- Peter MacNicol como Muru
- Rob Paulsen como Terrier, Sumac, Wolverine #2
- Nicolette Little como Dingo
- Melanie Spore como Saba
- Kevin Schon como Muk, Luk, Wolverine #1
- Joe Alaskey como Hunter, Nuk
- Monnae Michaell como Aniu
- Mary Kay Bergman como Raposa, Wolverine #3
- Jeff Bennett como Yak

## Trilha sonora
- Música Abertura e Encerramento da Tema do Filme: Taking You Home (Te Levando Pra Casa) - Kimaya Seward (Kiara Sasso)
- Música Do Fundo: Muru's Chant (Canção de Muru) - Rob Paulsen (Alexandre Moreno)
- Música Tema Espiritual: Who You Really Are (Quem é Você) - Rob Paulsen (Alexandre Moreno)
- Música Tema do Filme: The Grand Design (O Desse Projeto) - David Carradine & Mark Hamill (Pietro Mário e Mauro Ramos)